# Henrik Wilhelm Romanson

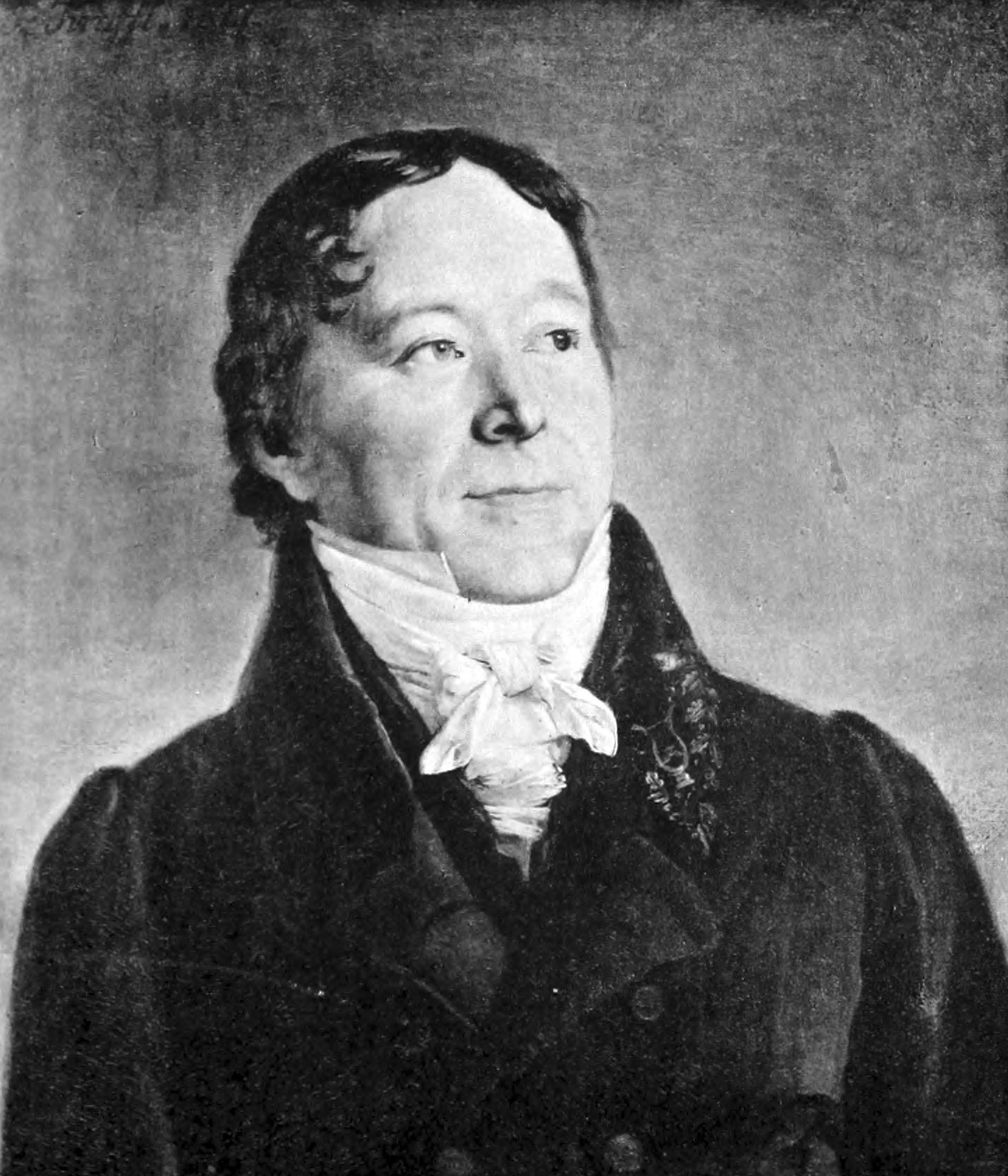
Henrik Wilhelm Romanson. Oljemålning 1827.

Henrik Wilhelm Romanson, född 5 september 1776 i Puumala socken, Finland, död 15 maj 1853 i Uppsala, var en svensk läkare och professor i medicin.

## Biografi
Romanson blev student vid Uppsala universitet 1797, medicine licentiat 1802 och medicine doktor 1804. Han anställdes vid universitetet som prosektor och kirurg vid Akademiska sjukhuset 1805, blev 1807 legitimerad läkare, erhöll 1811 förordnande att föreläsa i fältkirurgi och fick 1813 professors titel. År 1821 blev han adjunkt i praktisk medicin.
Under denna tid uppträdde han flitigt som författare av avhandlingar i disputationsform. Dit hör bl.a. Försök till en afhandling om benen i menniskokroppen (1808-15), Myologiska dissectioner (1820-38) och Exercitationes chirurgicæ (1822-27). Samtidigt arbetade Romanson som praktiserande läkare och var 1824-51 intendent vid Sätra hälsobrunn. Slutligen utnämndes han 1830 till anatomie och kirurgie professor, en befattning, som han innehade till 1844. Även under sin professorstid offentliggjorde han flera specialavhandlingar, särskilt i patologi, samt Försök till vägledning vid läkarekonstens utöfvande (1830). Hans Barnläkaren (en från tyskan översatt "rådgivare vid alla barnsjukdomar") utkom 1845.